# (73931) 1997 PK3
(73931) 1997 PK3 – planetoida z pasa głównego asteroid okrążająca Słońce w ciągu 5,42 lat w średniej odległości 3,08 j.a. Odkryta 3 sierpnia 1997 roku.